# Аравинд Читамбарам
Аравинд Читамбарам (там. சிதம்பரம் அரவிந்த்; род. 11 сентября 1999, Мадурай, Тамилнад) — индийский шахматист, гроссмейстер (2015).

## Биография
Родился 11 сентября 1999 года в Тирунагаре, штат Тамилнад. Когда мальчику было 3 года, он потерял отца, и его мать устроилась работать агентом LIC, чтобы прокормить семью. Играть в шахматы его научил дед. На национальных турнирах под руководством местных тренеров Аравинд показывал хорошие результаты, и тогда его заметил гроссмейстер Рамачандран Рамеш. Семья Аравинда переехала в Ченнаи, чтобы он смог тренироваться у Рамеша.
В 2011 году выиграл чемпионат Индии до 19 лет. В 2012 году занял втророе место после Кайдена Троффа на чемпионате мира до 14 лет.
В 2013 году он выполнил первую гроссмейстерскую норму на турнире Grandmaster International Open в Ченнаи он набрал 9 очков из 11 при перфомансе 2728, победив четырёх гроссмейстеров и двух международных мастеров. В то время он даже ещё не достиг звания международного мастера.
В феврале 2018 года участвовал в Аэрофлот Опен. Занял 26 место из 92 участников, набрав 5 очков из 9 (+3–2=4).
Двукратный чемпион Индии (2018, 2019). Участник двух Кубков мира (2019 и 2021).
В ноябре 2024 победил в турнире Ченнаи 2024 с результатом 4½ из 7 (+2–0=5), показав перфоманс 2829.
Позже в марте 2025 года он победил в турнире в Праге, в том турнире играли такие известные шахматисты, как Аниш Гири и  Вэй И. Аравинд набрал 6 очков из 9 (+3–0=6), показав перфоманс 2830. После данного турнира он поднялся на 14 строчку в мировом рейтинге.
А в июне он победил в турнире в Джермуке набрав 6½ очков из 9 (+4–0=5), показав перфоманс 2824. После турнира он вошел в мировую десятку, обладая рейтингом 2758.